# Фауна Эфиопии

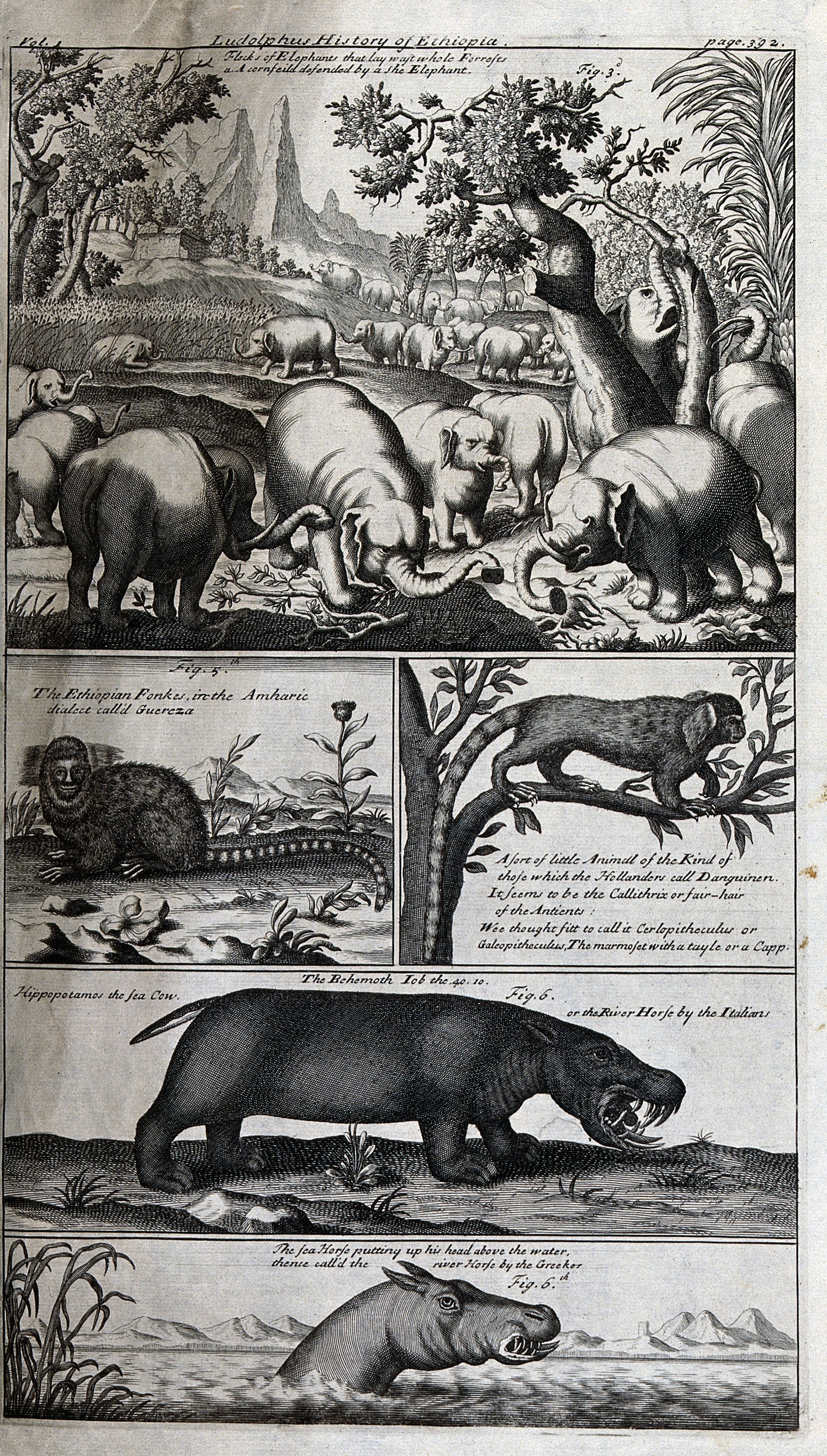
Гравюра с изображением животных в Эфиопии

Фауна Эфиопии представлена животными Восточно-Африканской рифтовой долины и плоскогорья, и насчитывает около четверти всей африканской фауны. Включает в себя не менее 300 видов млекопитающих, более 900 видов птиц, почти 300 видов рептилий и земноводных, около 200 видов рыб и около 2400 видов чешуекрылых. Важную роль для биоразнообразия играет большое количество эндемических видов, уникальных для Эфиопии — 676 видов бабочек, 19 видов птиц, 63 вида млекопитающих и 42 вида рыб.
Большое количество различных представителей животного мира продиктовано разнообразием местности страны, с большими различиями в климате и растениях. Эфиопия имеет обширный комплекс гор и возвышений, который окружён лесами, травянистыми равнинами, саваннами и пустынями. Мягкий и влажный климат Эфиопского нагорья сменяется на сухой пустынный климат восточной части Эфиопии. Несмотря на то, что государство не имеет доступа к морю, оно имеет множество озёр и водосборных бассейнов, которые являются средой обитания широкого спектра экосистем.

## Общие сведения
Фауна меняется в зависимости от характера растительности и имеет большое видовое разнообразие. Сведение лесов и браконьерство привели к значительному сокращению обилия и количества видов животных, встречающихся в настоящее время в основном в пределах заповедников и национальных парков. В отдалённых северо-западных и северо-восточных горных районах водятся некоторые редкие эндемичные виды животных.

### Млекопитающие
Состав эфиопских млекопитающих состоит из более чем 300 видов, представляющих 14 отрядов и 43 семейства. Почти половина — это животные саванны, большинство из которых распространены в Африке к югу от Сахары: жираф, обыкновенный бородавочник, чёрный носорог, трубкозуб, сервал, пятнистая гиена, полосатый мангуст, гиеновидная собака, капский даман, конгони, геренук и др.
Приграничные регионы с Эритреей и Суданом на севере и Кенией на юге представлены преимущественно пустынными животными, такими как абиссинский заяц, голый землекоп, большой куду и малый куду, зебра Греви и бабуином-гамадрилой и др. Местами можно встретить бубалов, африканских лисиц и обыкновенных гусаров.

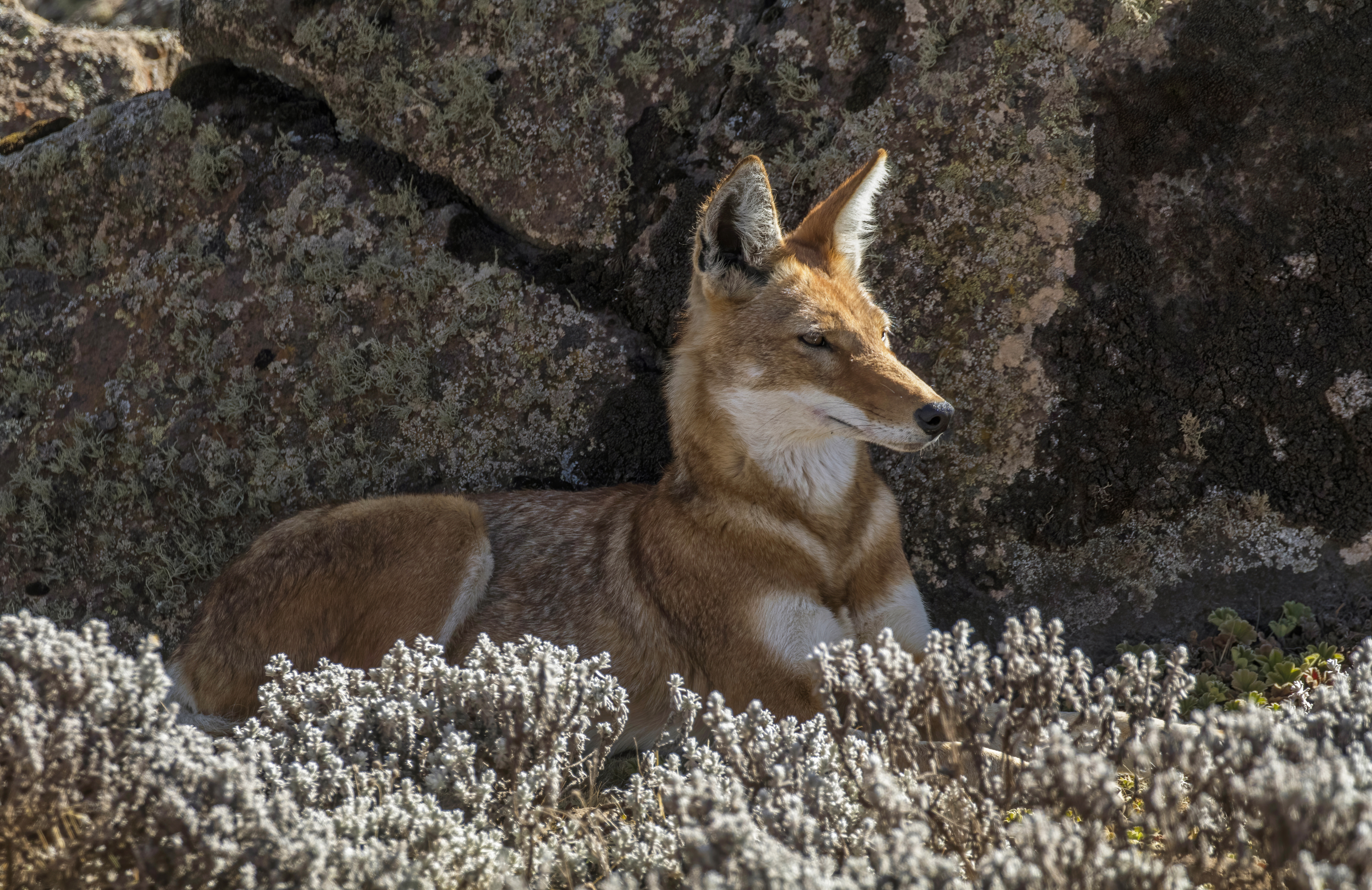
Эфиопский шакал в горах Бале, Эфиопия

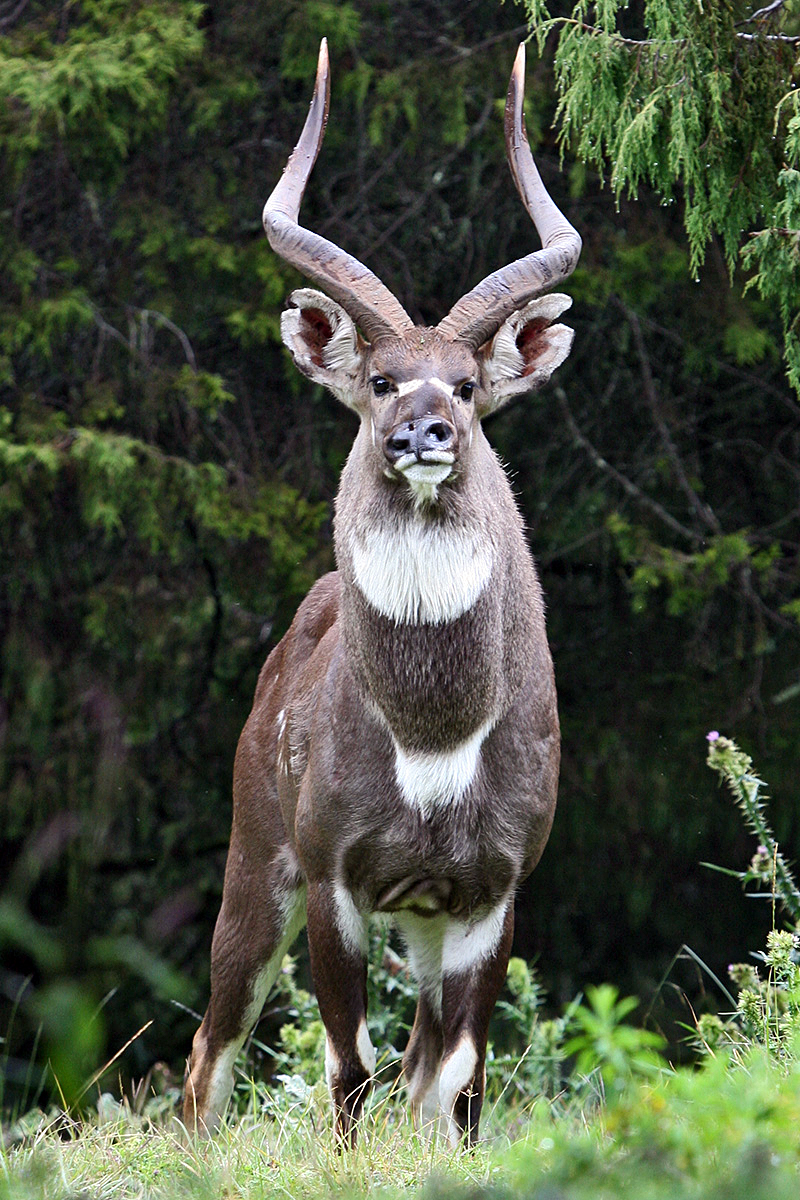
Самец горной ньялы в национальном парке Горы Бале

Уровень эндемизма эфиопских млекопитающих выше, чем во всех других странах континентальной Африки: не менее 55 видов, в том числе 36 грызунов, 10 землеройковых, 3 летучих мыши и 2 примата. Подавляющее большинство этих видов ограничены нагорьем, и некоторые из них присутствуют только в одном из двух массивов, разделённых Великой рифтовой долиной.  
Некоторые из эндемиков по данным Международного союза охраны природы имеют охранный статус уязвимых или вымирающих видов:
- Эфиопский шакал (Canis simensis) и горная ньяла (Tragelaphus buxtoni), для охраны которых специально был создан национальный парк «Горы Бале». Оба вида имеют статус .
- Эфиопский козёл (Capra nubiana) — имеет статус .
- Джам-джам (Chlorocebus djamdjamensis) — имеет статус .
- Бушбок Менелика (Tragelaphus seriptus meneliki) — статус неизвестен.
- Гелада (Theropithecus gelada) — имеет статус .
- Эфиопская кротовая крыса[англ.] (Tachyoryctes macrocephalus) — находится в статусе .
- Эфиопская лазающая мышь (Dendromus lovati) — имеет статус .
- Lepus starcki (Lepus starki) — имеет статус .

Некоторые виды млекопитающих
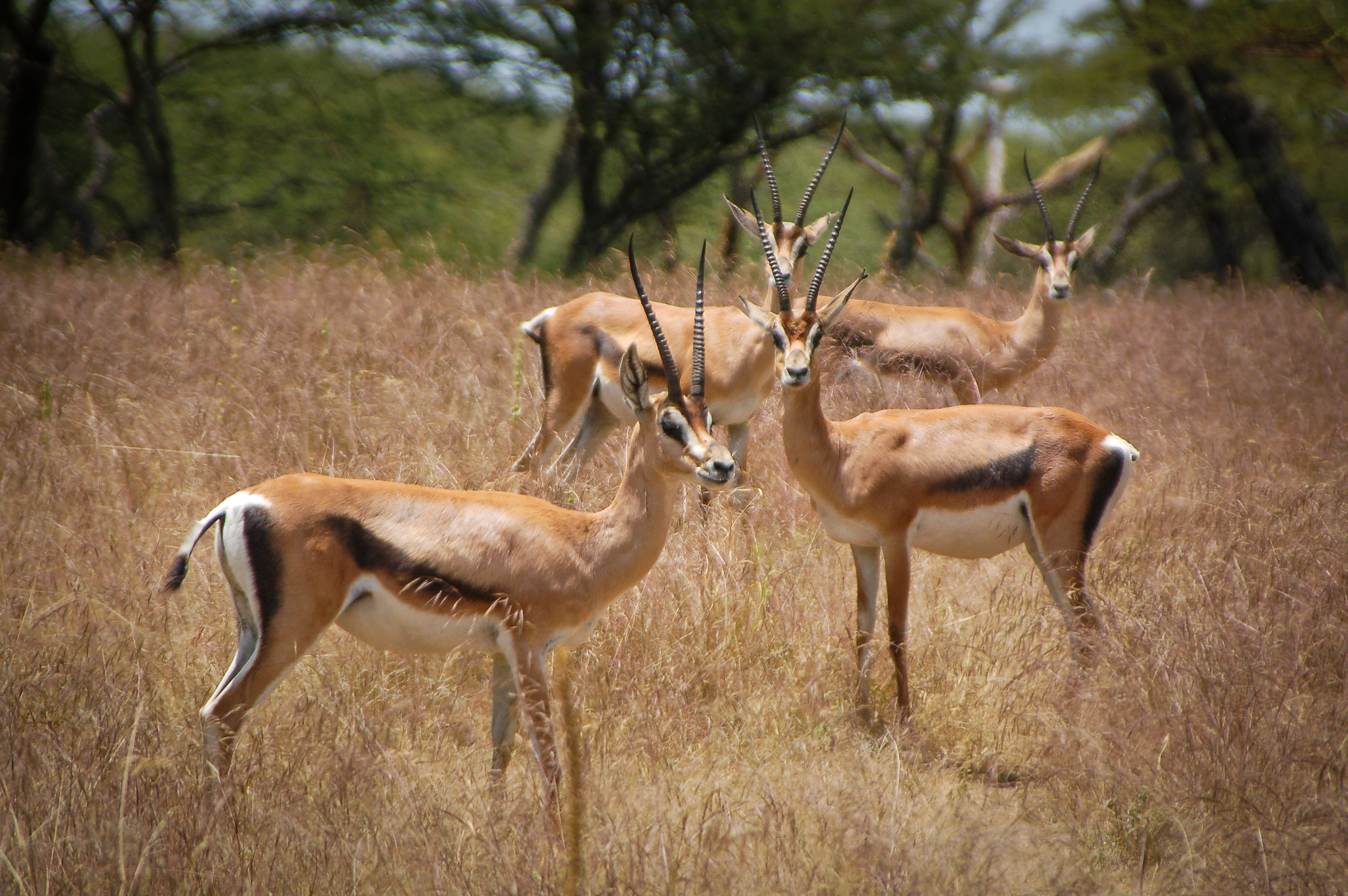
Газель Гранта
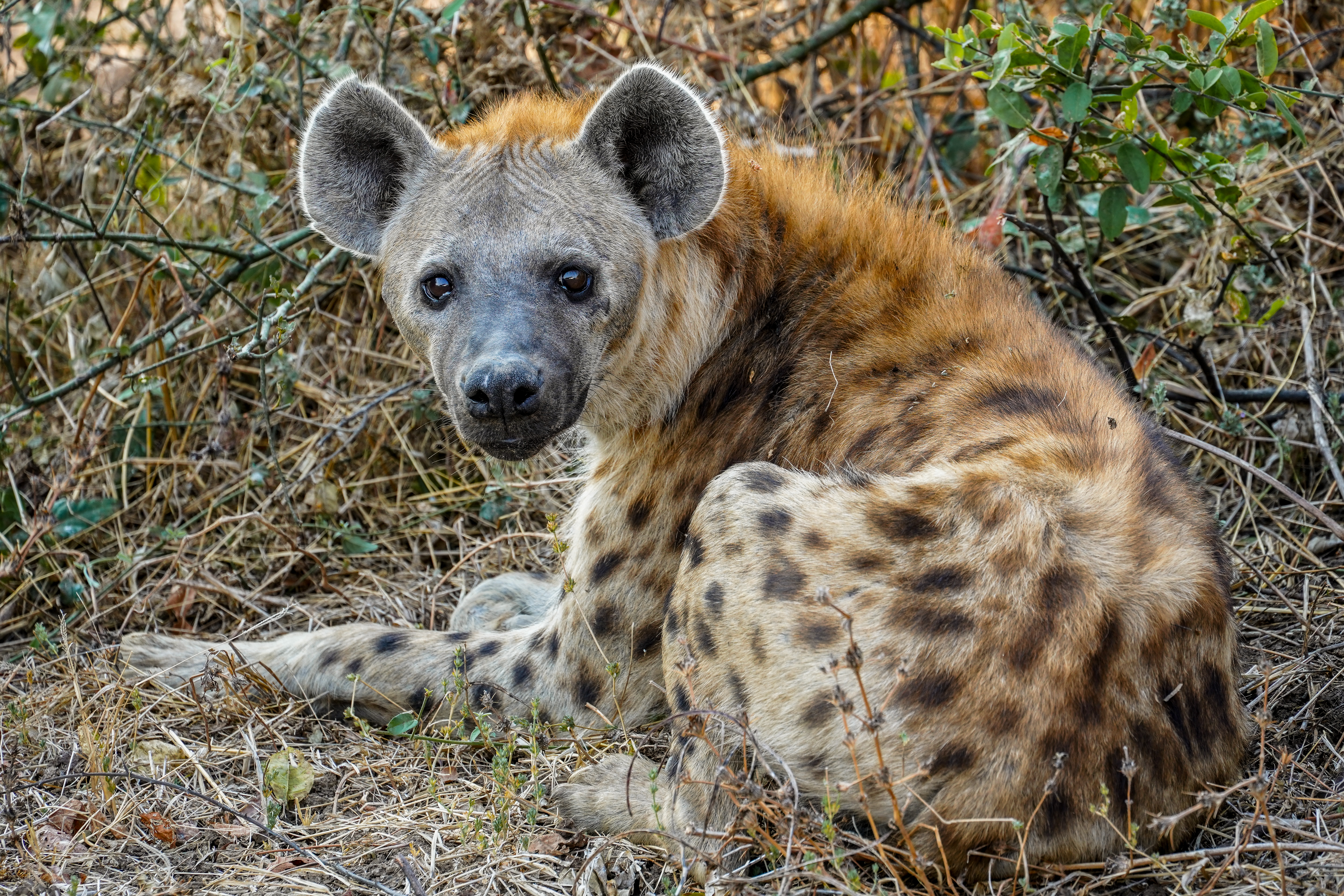
Пятнистая гиена
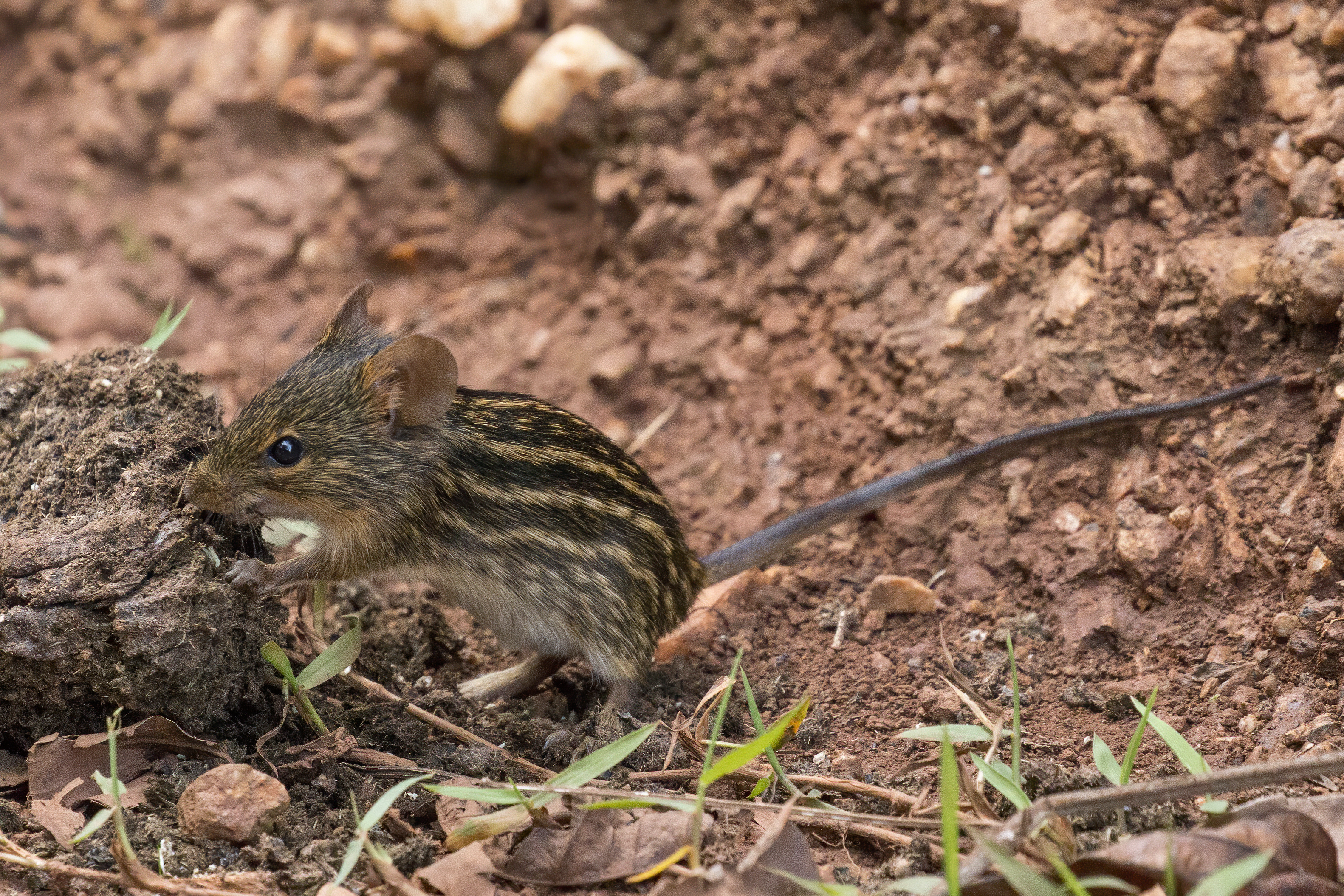
Полосатая мышь
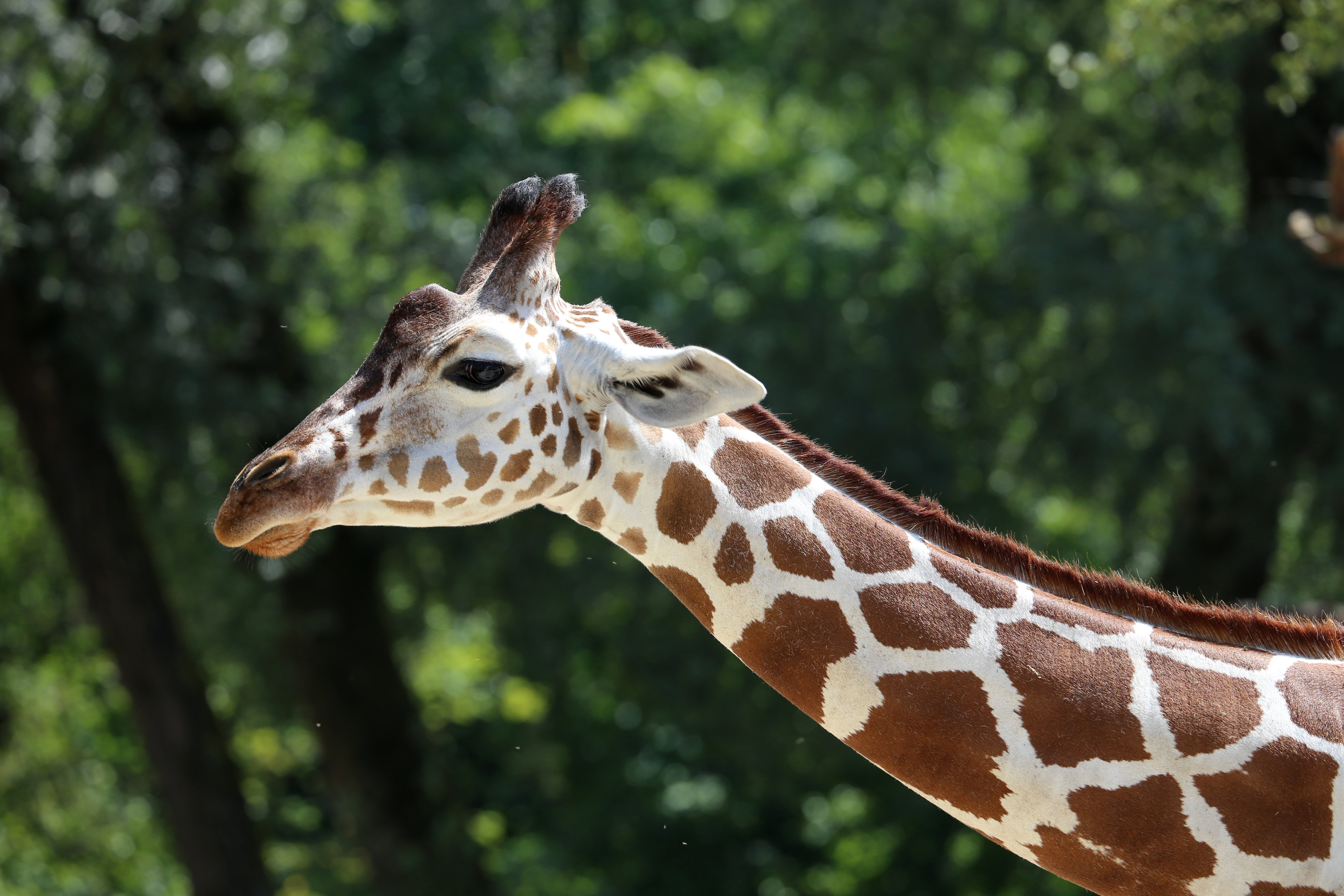
Сетчатый жираф

### Птицы

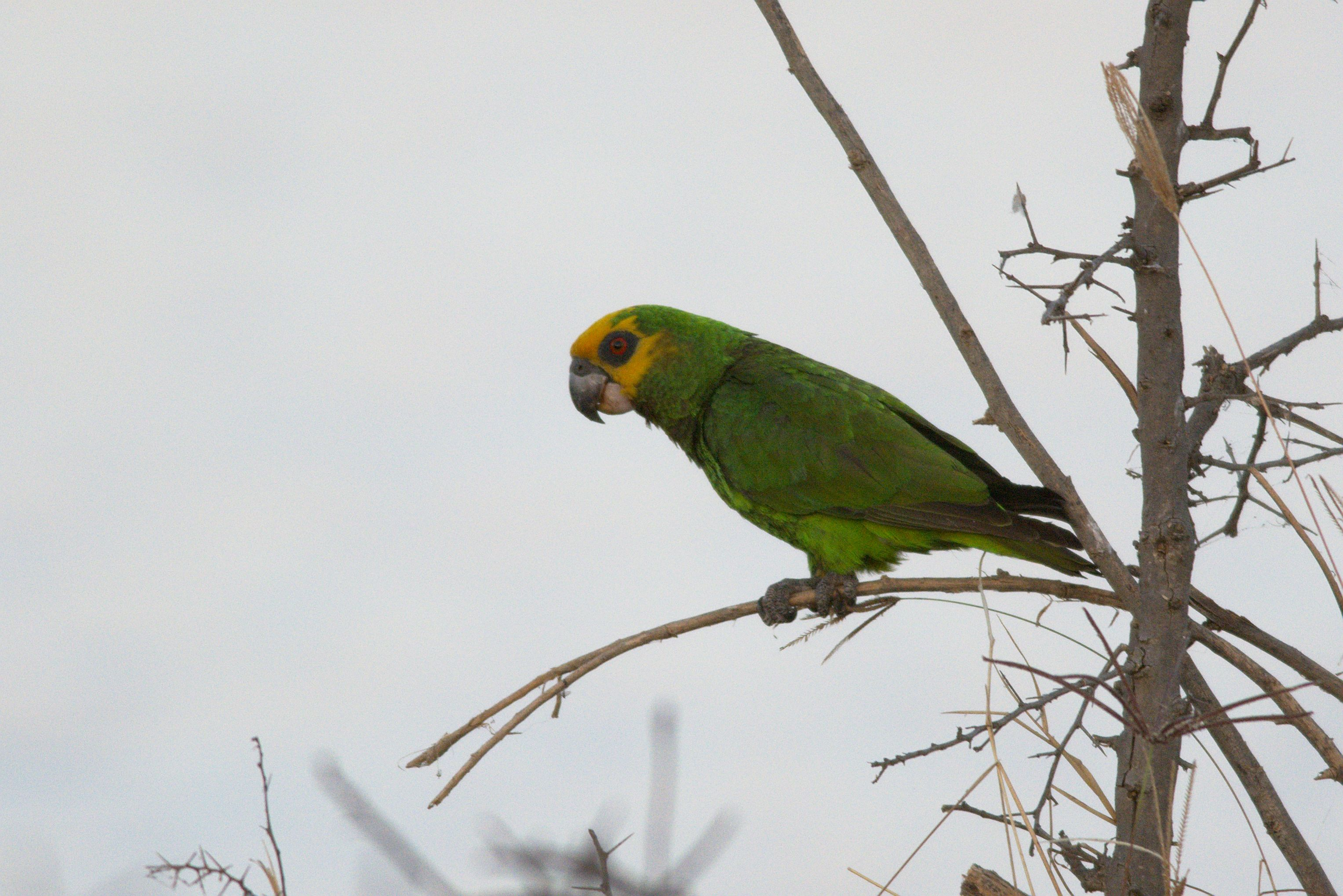
Желтолицый длиннокрылый попугай

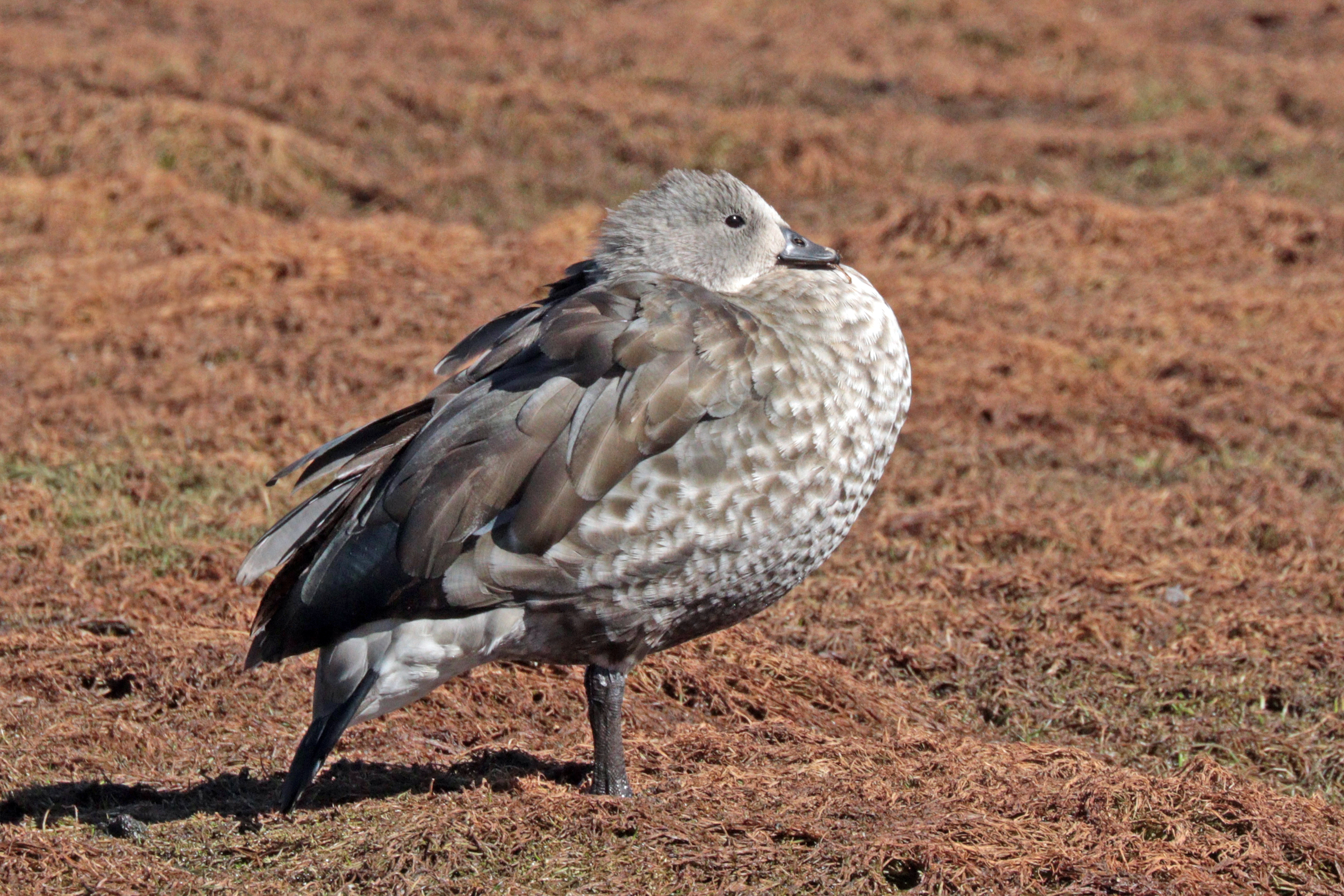
Голубокрылый гусь

У авифауны Эфиопии насчитывается более 900 видов, что составляет 39% птиц на африканском континенте. Из них 490 гнездятся в Эфиопии. Около 20 видов являются эндемичными для национальной территории Эфиопии, а около 15 других являются общими с соседней Эритреей. 
К эндемикам Эфиопии относятся, например:
- Желтолицый длиннокрылый попугай (Poicephalus flavifrons)
- Пестрогрудый чибис (Vanellus melanocephalus)
- Украшенный ибис (Bostrychia carunculata)
- Полосатая либия (Lybius undatus)
- Иволга-монашенка (Oriolus monacha)
- Белоспинная синица[англ.] (Melaniparus leuconotus)

Около 40 видов находятся под глобальной угрозой исчезновения, в том числе:
- Голубокрылый гусь (Cyanochen cyanoptera) — вид водоплавающих птиц, эндемичный для Эфиопии. Близкие к уязвимому положению .
- Нечисарский козодой[англ.] (Caprimulgus solala) — эндемичный вид, уязвимый .
- Африканская савка (Oxyura maccoa) — вымирающий вид .
- Зеркальный пушистый погоныш[англ.] (Sarothrura ayresi) — вид, находящийся на грани исчезновения .
- Лесной ибис (Geronticus eremita) — вымирающий вид .
- Кустарниковый ворон (Zavattariornis stresemanni) — эндемик, вымирающий вид .
- Перепелиный жаворонок[англ.] (Heteromirafra archeri) — вид, находящийся на грани исчезновения .

Птицы распространены в тропических высокогорных районах Африки (56 видов), в приграничных регионах с Сомали и местах жительства племени Масаи в Кении на юго-востоке (97 видов), в саваннах недалеко от границы с Суданом на западе (19 видов), в регионе сахаро-синдского пояса и саванного региона Сахель в пустынных или полупустынных территориях на севере.

Разнообразие эфиопских мест привлекает большое количество перелетных птиц из северного полушария, включая ястребов и других хищных птиц, находящиеся там весной или осенью. Реки Аваш, Омо и Баро являются домом для больших популяций водоплавающих птиц.

Некоторые виды птиц
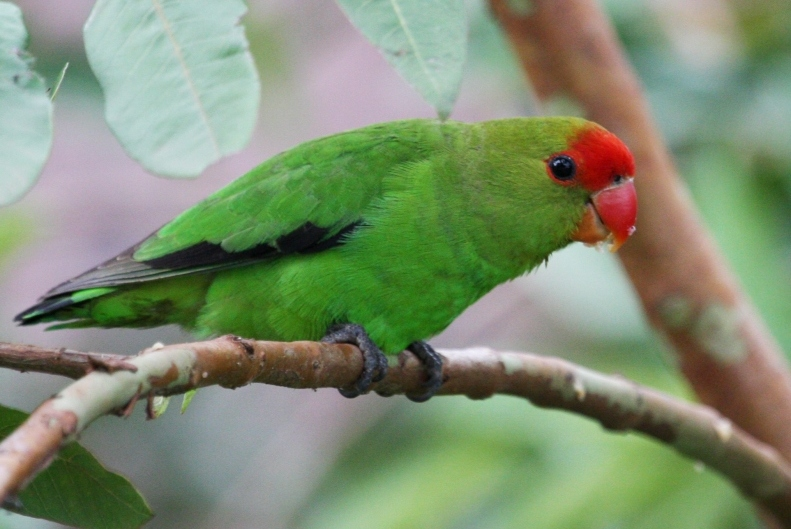
Чернокрылый неразлучник
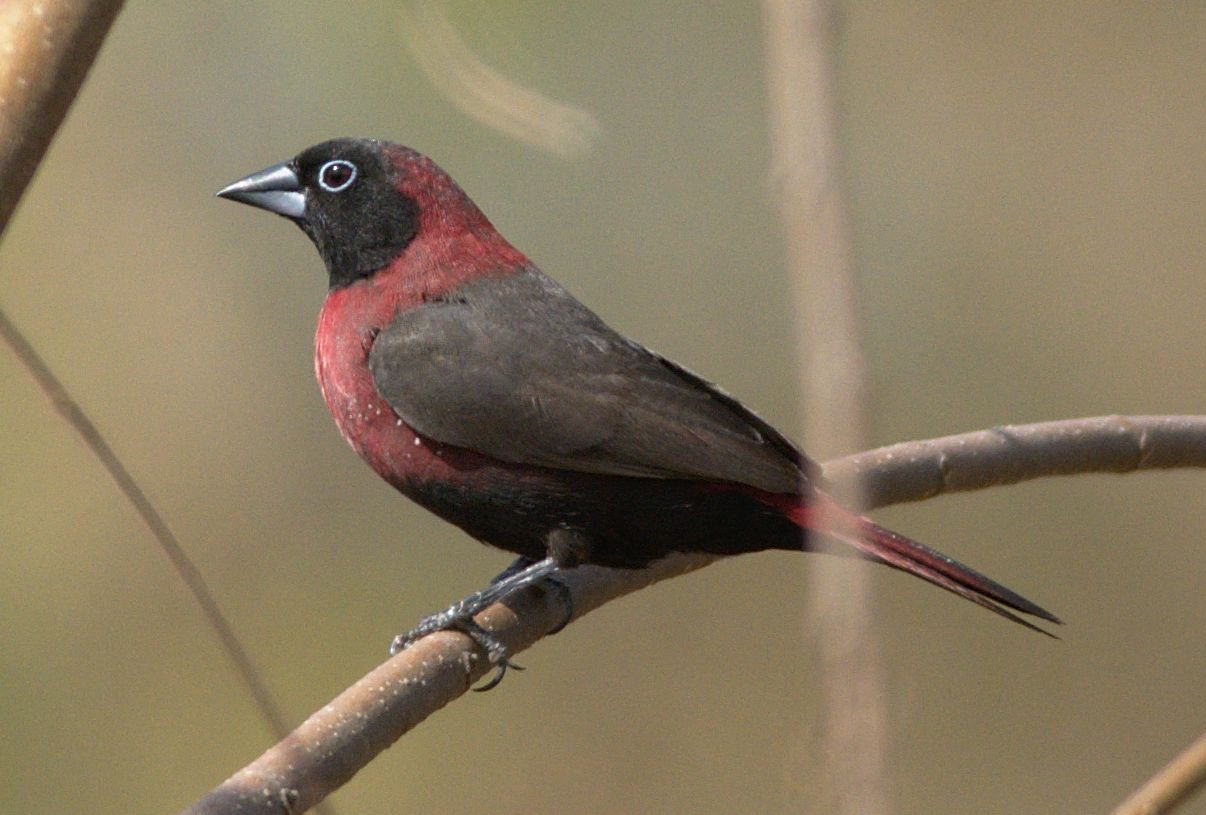
Масковый амарант
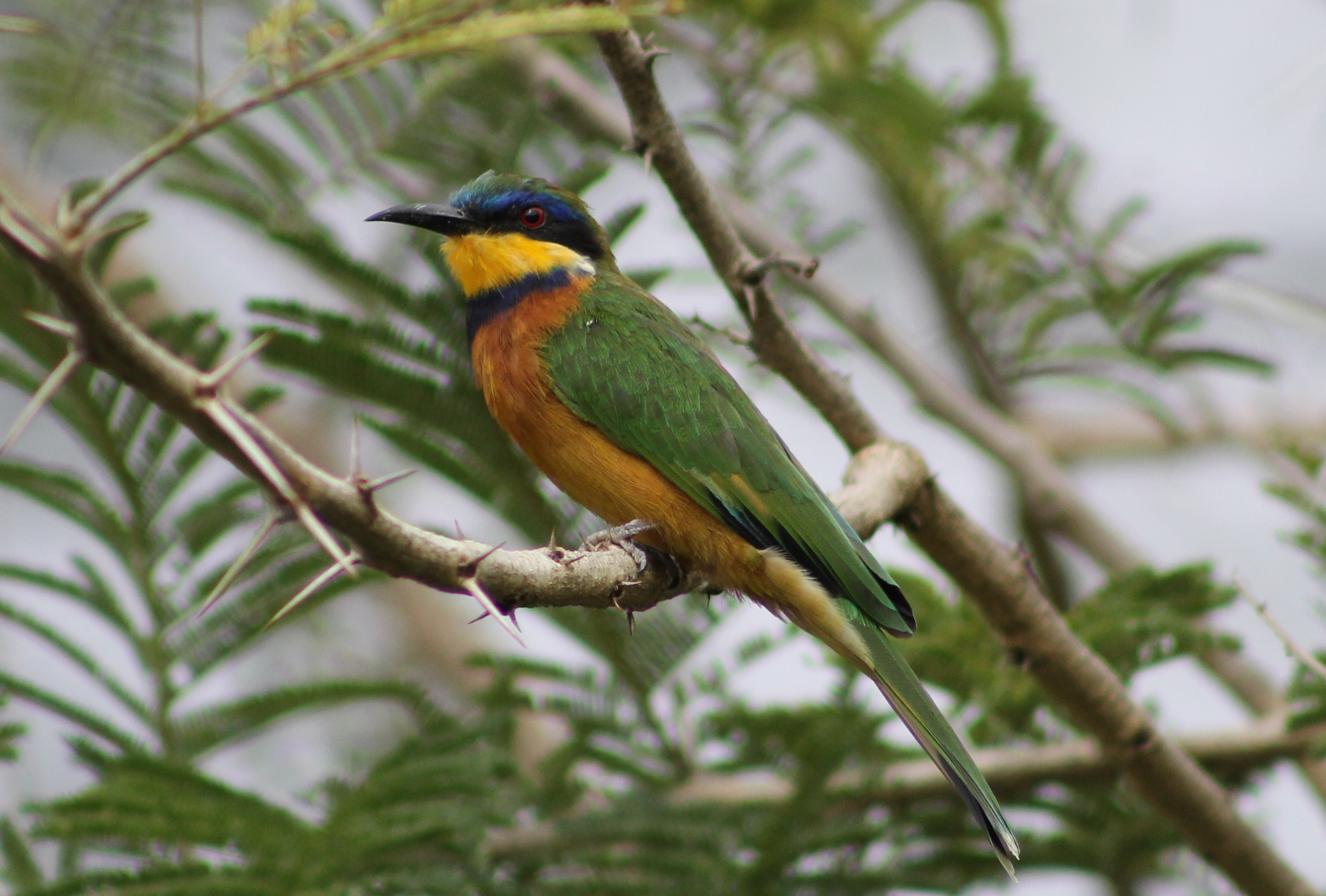
Эфиопская щурка
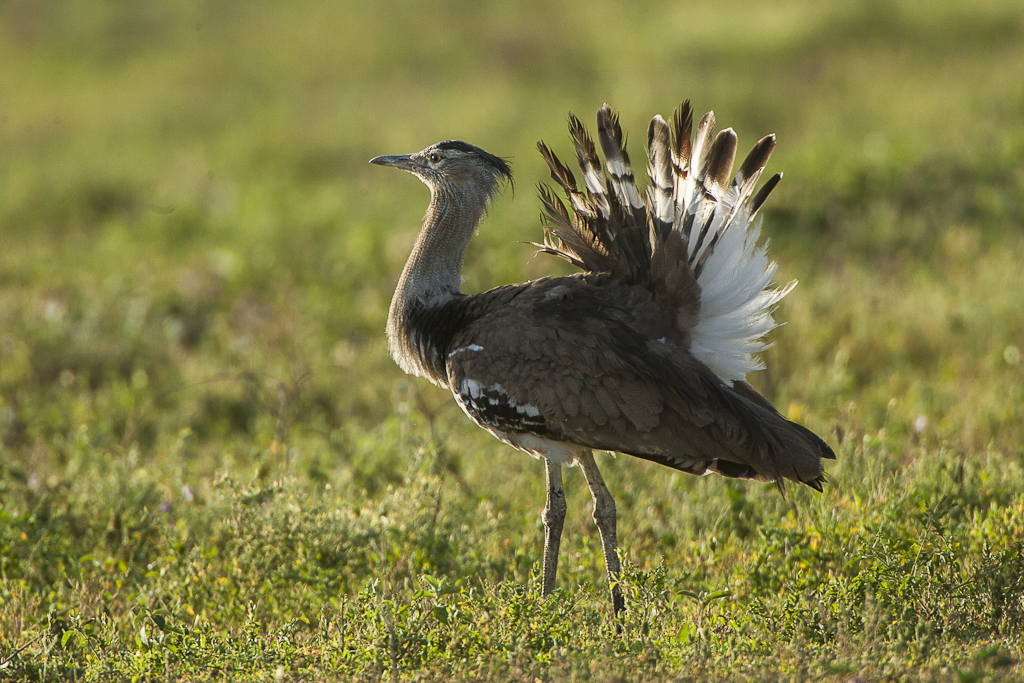
Африканская большая дрофа

### Рыбы
Ихтиофауна Эфиопии представляет собой смесь нило-суданской, восточноафриканской и эндемической форм. Предметами рыбного промысла считаются алесты, косатки-баргусы, цитарины, гидроцины, лабео, слонорылы, многопёры и протоптеры. В озёрах обитают рыбы, характерные для восточной и южной Африки: кларии, барбусы и гаффа руба.
Карповые виды рыб доминируют в высокогорных проливных потоках, будучи приспособленными к быстрым половодьям, которые происходят во время сезонов дождей.
Всего в состав ихтиофауны Эфиопии входят около 175 видов рыб. Из них около 40 являются эндемичными, например:
- Данакилия франчетти[англ.] — в статусе .
- Эфиопский прямозубый барбус[англ.] — .
- Каменный вьюн озера Тана[англ.] — .

Некоторые виды рыб
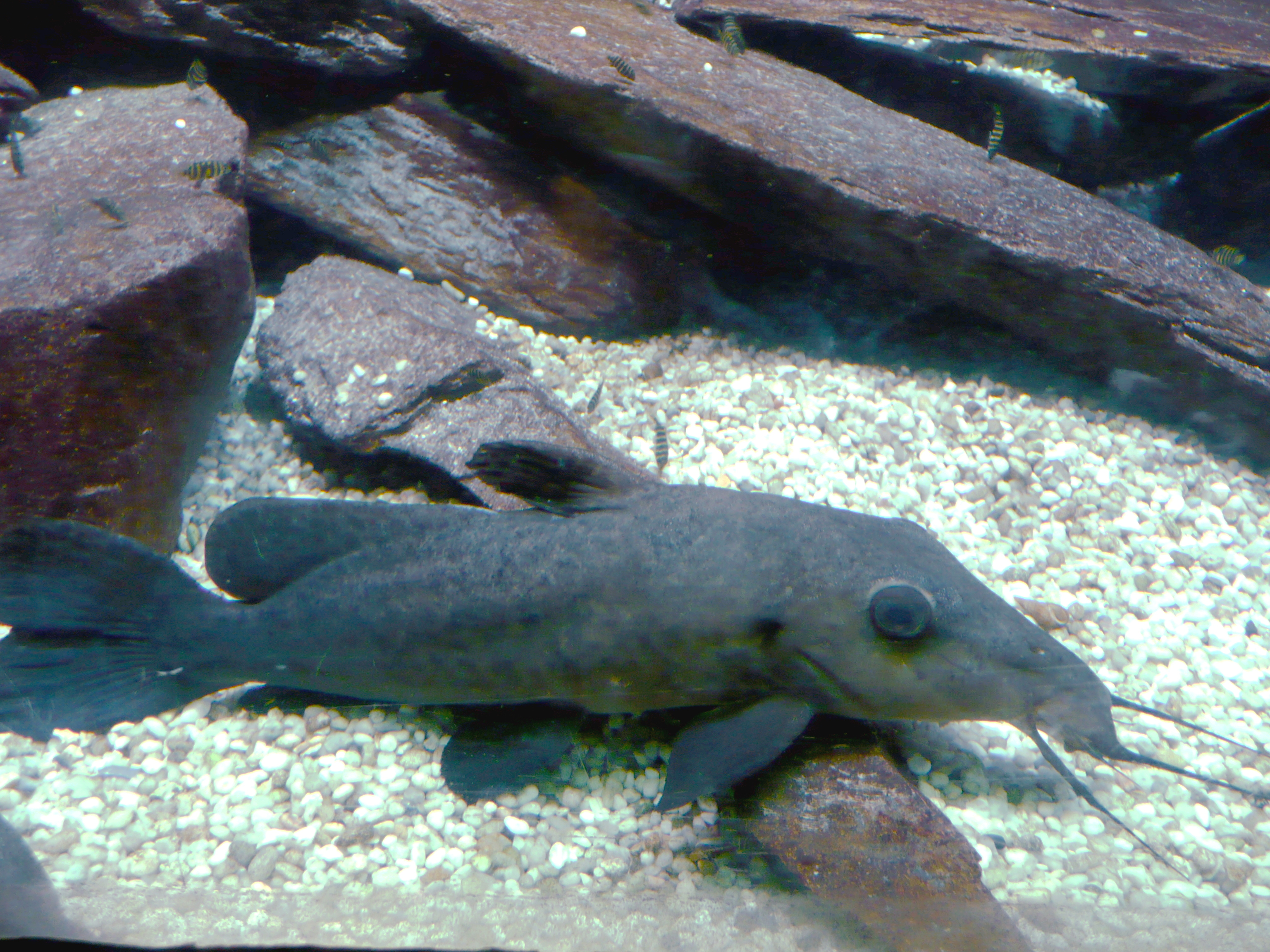
Жирафовый сом[англ.]
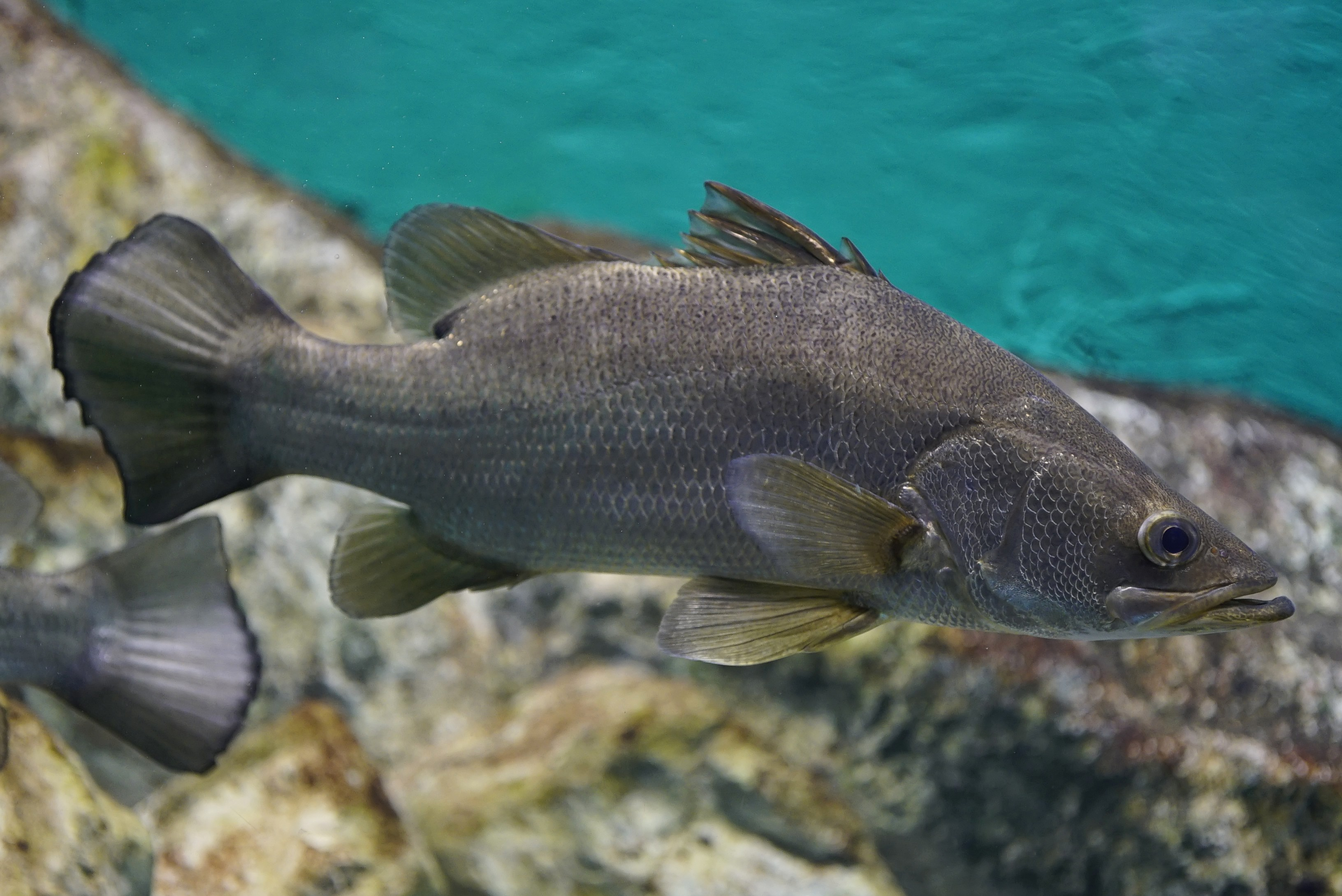
Нильский окунь
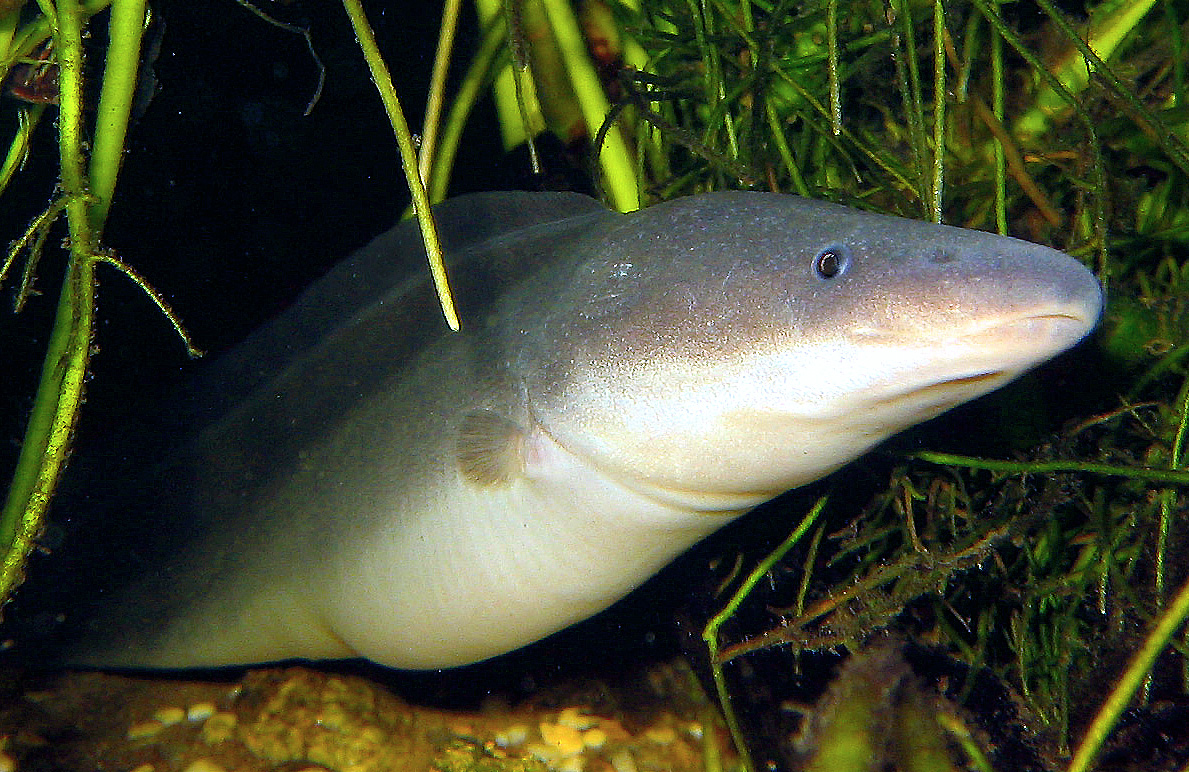
Нигерийский ксеномист[англ.]
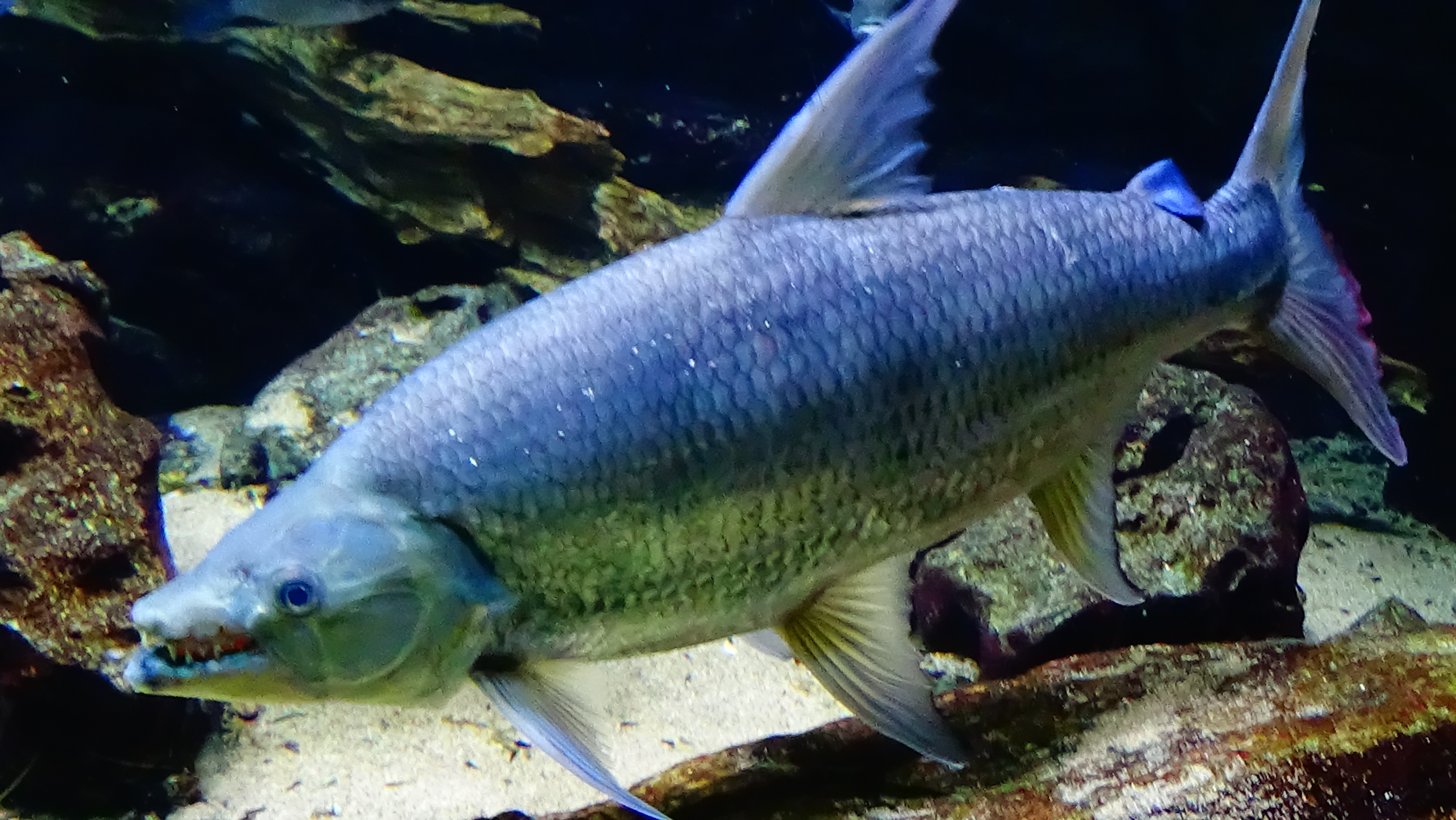
Гигантский гидроцин

### Пресмыкающиеся
В Эфиопии обитает около 254 вида рептилий, из них эндемичными являются 23 вида.
- Нильский крокодил (Crocodylus niloticus)
- Гигантский слепун (Afrotyphlops schlegeli)
- Иероглифовый питон (Python sebae)
- Чёрная мамба (Dendroaspis polylepis)
- Шумящая гадюка (Bitis arietans)

Некоторые виды пресмыкающихся
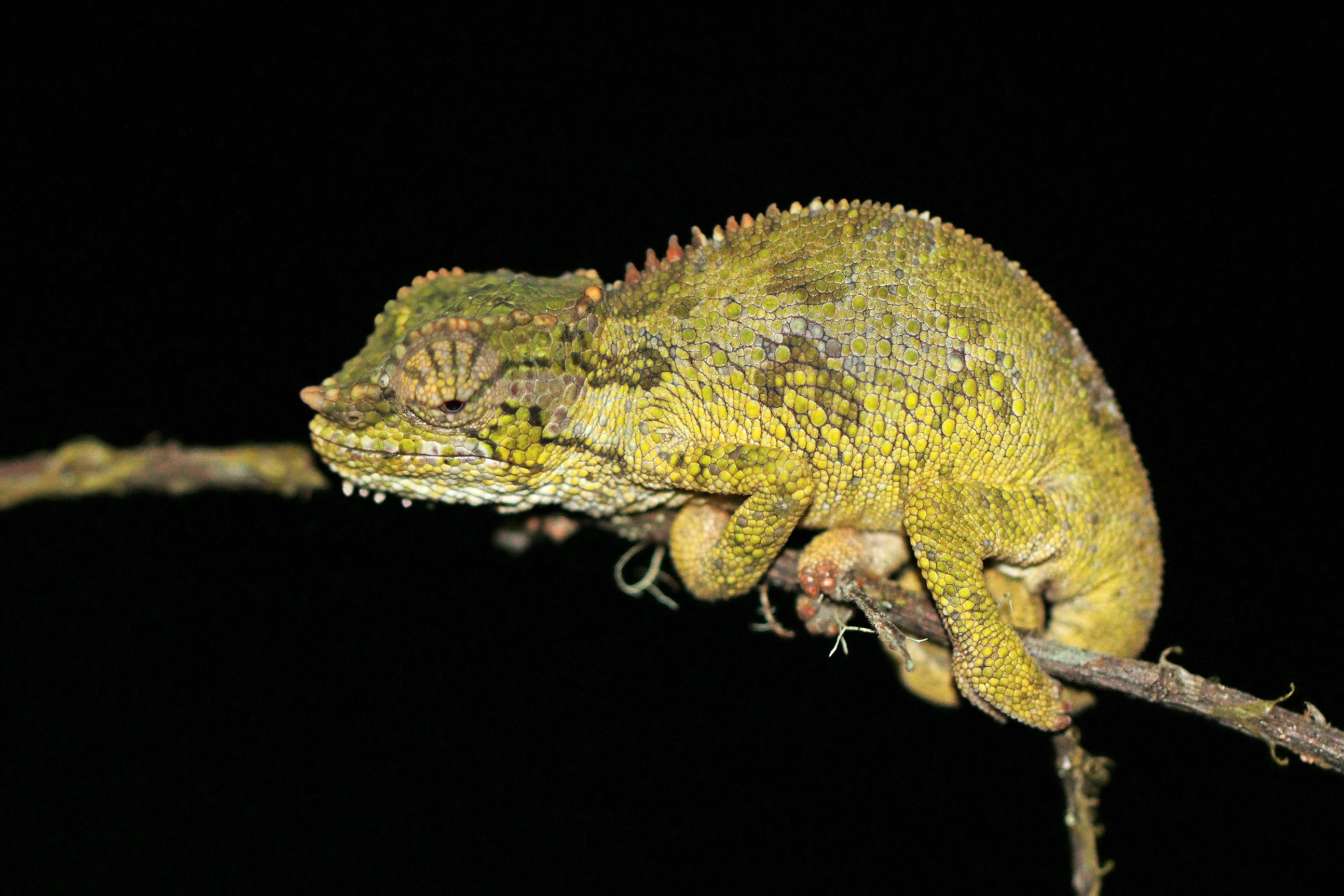
Bale mountains two-horned chameleon[англ.]
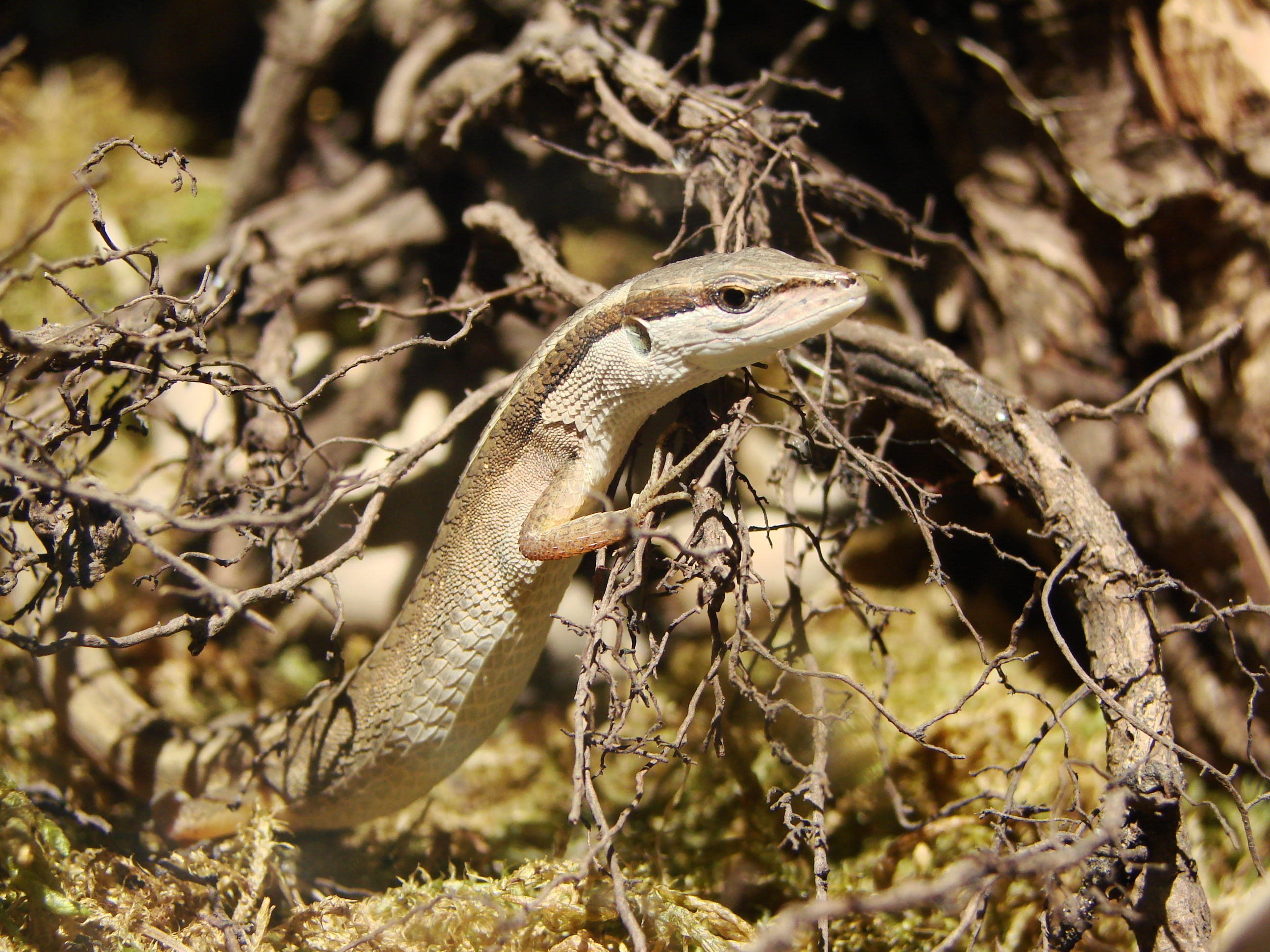
Latastia longicaudata[англ.]
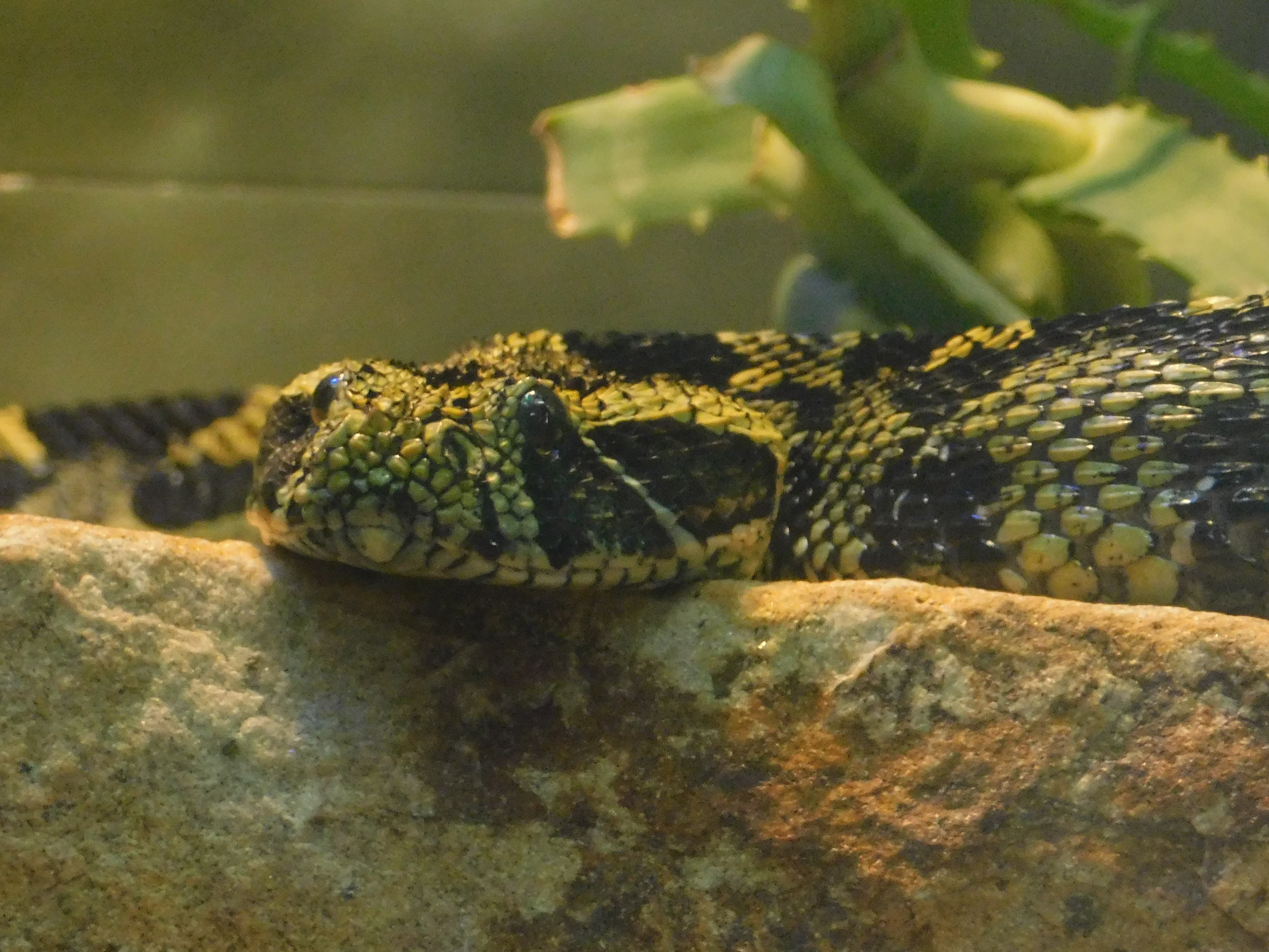
Эфиопская горная гадюка[англ.]
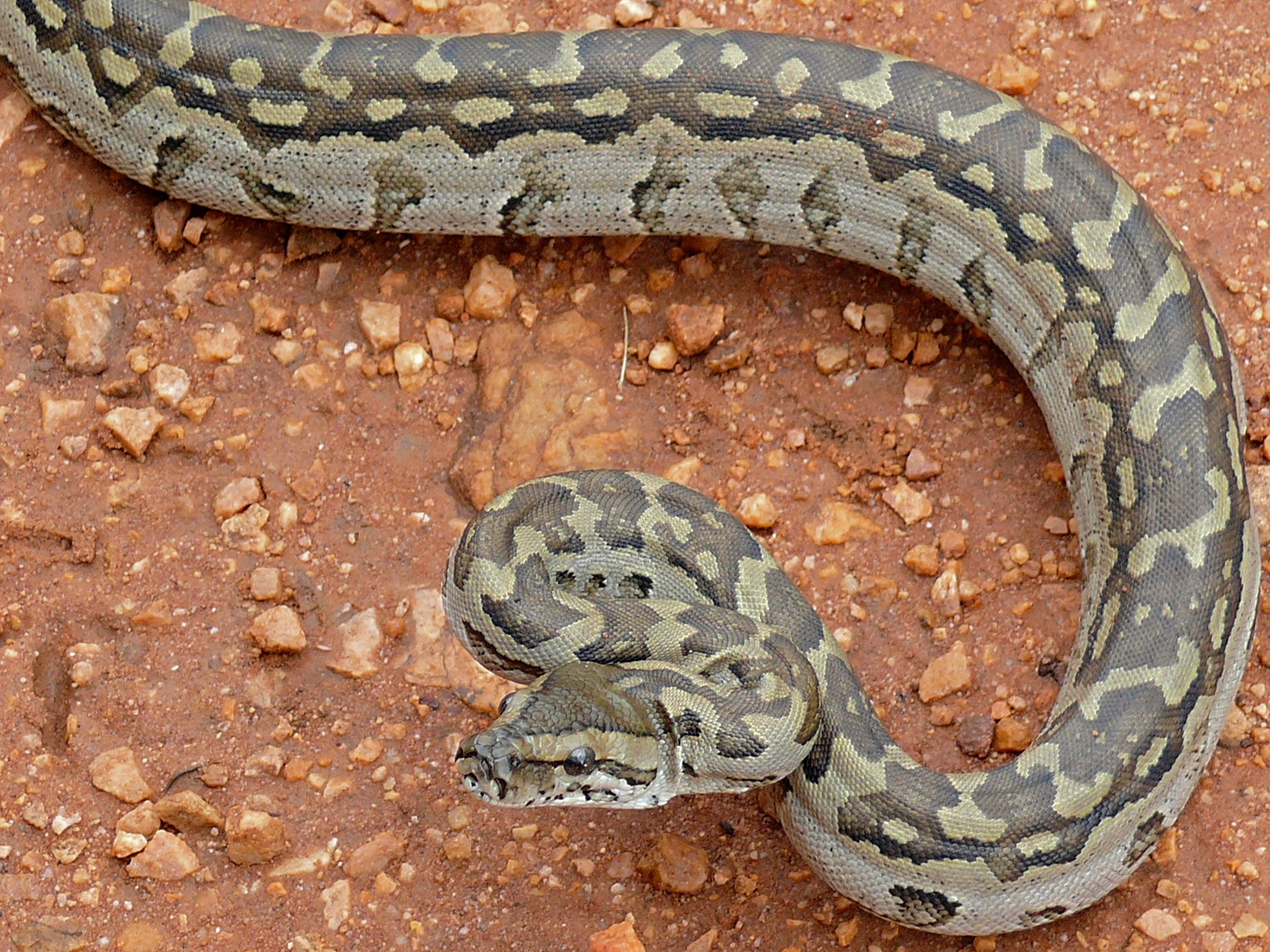
Эфиопский питон

## Охрана животных

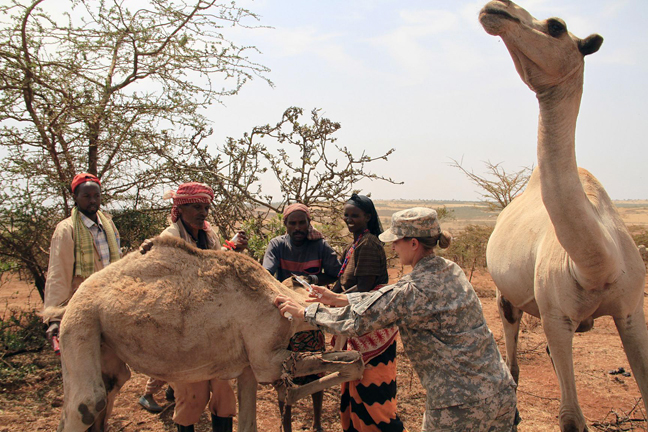
Ветеринар армии США осматривает молодого верблюда в городе Нэгеле, Эфиопия

Сеть охраняемых территорий Эфиопии охватывает около 10% территории страны. Эфиопское управление по охране дикой природы (EWCA) управляет 14 национальными парками и заповедниками и регулирует использование дикой природы по всей стране. Другие охраняемые территории, включая ряд природных заповедников, ограниченных охотничьих районов и приоритетных лесных районов, управляются региональными органами власти. Однако общая эффективность управления большинством территорий низкая, поскольку многие из них не зарегистрированы на законных основаниях, получают недостаточное финансирование, не имеют персонала или плохо оснащены.
На международном уровне Национальный парк Сымен с 1978 года благодаря проживанию редких видов животных, таких как гелада, эфиопский шакал, а также абиссинский горный козёл, внесён в Список всемирного наследия ЮНЕСКО.